# Ecofact
Een ecofact is in de archeologie een object dat wel in aanraking met de mens is geweest, maar niet door de mens is vervaardigd. Hiermee onderscheidt het zich van een artefact. Ecofacten zijn meestal plantaardig, denk aan graanresten of aan stuifmeelkorrels. Onder bepaalde omstandigheden kunnen plantaardige materialen zeer lang bewaard blijven. Hierdoor is met bijvoorbeeld radiokoolstofdatering vast te stellen wanneer er een bos gerooid is of wanneer men gewassen op akkers ging verbouwen.